# ویلسون کالیسون
ویلسون کالیسون (انگلیسی: Wilson Collison؛ ‏ ۵ نوامبر ۱۸۹۳ – ۲۵ مهٔ ۱۹۴۱) رمان‌نویس و نمایشنامه‌نویس اهل ایالات متحده آمریکا بود.
از فیلم‌هایی که وی در آن‌ها نقش داشته است، می‌توان به بانی اسکاتلند، موگامبو و غبار سرخ اشاره نمود.